# Oberhaching
Oberhaching là một đô thị ở Munich bang Bayern thuộc nước Đức.